# Tajemství úspěšného manželství
Tajemství úspěšného manželství (v anglickém originále Secrets of a Successful Marriage) je 20. díl 5. řady (celkem 103.) amerického animovaného seriálu Simpsonovi. Scénář napsal John Swartzwelder a díl režíroval Rich Moore. V USA měl premiéru dne 19. května 1994 na stanici Fox Broadcasting Company a v Česku byl poprvé vysílán 23. prosince 1995 na stanici ČT1.

## Děj
Když si Homer uvědomí, že je hloupý, navrhne mu Marge, aby navštěvoval vzdělávací kurz pro dospělé. Tam se rozhodne stát se učitelem. Souhlasí s tím, že povede kurz o radách pro úspěšné manželství. Zpočátku si je jistý svými učitelskými schopnostmi, ale první den výuky se vyděsí a nedokáže svým studentům pomoci s jejich vztahovými problémy. Třída se kolektivně zvedne k odchodu, ale když se Homer zmíní o svém rozhovoru s Marge v posteli, třída si ráda vyslechne drby a rozhodne se zůstat. 
Marge brzy zjistí, že všichni ve městě znají její osobní tajemství, například to, že si barví vlasy, protože je „šedivá jako mezek“. Konfrontuje Homera s tím, že třídě prozradil její osobní život, a on jí slíbí, že s tím přestane. Aby na své žáky zapůsobil, pozve je Homer k sobě domů, aby pozorovali, jak rodina večeří. Marge toho má dost, žáky vyžene a Homera vyhodí z domu, protože mu už nemůže věřit. 
Homer zůstane bez domova v Bartově domku na stromě. Marge se snaží Barta a Lízu ujistit, že je s Homerem mají rádi, přestože jsou momentálně odloučeni, ale Líza a Bart se obávají, že se jejich rodiče rozvedou. Zatímco je Homer pryč, přijíždí Vočko a projeví svůj romantický zájem o Marge, jež ho odmítne. Jakmile se Homer vrátí do domu s květinami pro Marge, Vočko zpanikaří a vyskočí z okna. Homer, stoje před Marge v roztrhaných hadrech, jí řekne, že jí může nabídnout jen jedno: naprostou a totální závislost. Homer si Marge získá tím, že ji miluje a potřebuje, aby ho milovala, protože si nemůže dovolit, aby ještě někdy ztratil její důvěru.

## Produkce
Scénář dílu napsal Greg Daniels a režíroval jej Carlos Baeza. Byl to druhý scénář, který Daniels pro seriál napsal. Domníval se, že štáb předtím natočil mnoho epizod, ve kterých Homer „nebyl v ničem dobrý“, a tak se snažil vymyslet něco, v čem by byl Homer opravdu dobrý, a přišel s nápadem, že Homer je dobrý manžel. Zatímco v prvních letech byl hvězdou seriálu Bart, v 5. řadě se pozornost přesunula na Homera. Scenárista a showrunner Al Jean prohlásil, že díky tomu, že je Homer dospělou postavou, má větší hloubku, a tím i dějové možnosti. Showrunner David Mirkin k tomu uvedl: „Bart, abychom ho přesně napsali jako dítě, může mít v určitém věku jen tolik hloubky. U Homera se snažíme prozkoumat všechny úrovně dospělosti. Je tu prostě víc míst, kam se dá jít. Napsat Homera správně je trik, je to naše hlavní opora celého seriálu. Homerovo IQ je poměrně flexibilní, v určitém okamžiku nemusí nutně pochopit, jak otevřít dveře, ale dokáže vyjmenovat soudce Nejvyššího soudu. Nalezení této rovnováhy je klíčem k tomu, aby seriál fungoval a byl překvapivý a uvěřitelný a emocionálně podložený.“. Mirkinovi se velmi líbilo, že Homer a Marge se v epizodě pohádají nejvíc, co kdy v seriálu měli, a považoval to za „opravdu skvělý“ průzkum jejich manželství. Všiml si, že díky tomu, že Homera vyhodí z domu, se diváci o jejich vztah opravdu bojí. Mirkina se mnohokrát ptali, proč jsou Marge a Homer stále spolu, na což odpověděl, že všichni lidé spolu zůstávají, i když se hádají, „je tam nějaké pouto“.

## Kulturní odkazy
Homer v dílu zpívá konec ústřední písně k seriálu Rodinná pouta. Smithersova vzpomínka na manželství paroduje dvě divadelní hry – Kočka na rozpálené plechové střeše a Tramvaj do stanice Touha, jejichž autorem je americký dramatik Tennessee Williams. Homerova řeč v ložnici s Marge je parodickým mišmašem čtyř populárních filmů: …a spravedlnost pro všechny (1979), Pár správných chlapů (1992), Patton (1970) a Čínská čtvrť (1974).

## Analýza
V retrospektivě v tomto dílu se ukázalo, že Smithers byl krátce ženatý se ženou, ale rozešli se, když se příliš věnoval svému šéfovi panu Burnsovi. Smithersův vztah s panem Burnsem byl v seriálu Simpsonovi dlouho předmětem vtipů. Jeho sexuální orientace byla často zpochybňována, někteří fanoušci tvrdili, že je „Burnssexuál“ a přitahuje ho pouze jeho šéf, zatímco jiní tvrdili, že je bezpochyby gay. Matthew Henry v knize Leaving Springfield napsal, že tato epizoda je „možná nejlepším“ příkladem pokusu o zobrazení skutečného životního stylu gayů v seriálu. Henry dodal, že retrospektiva je „skvěle ztvárněnou parodií na scény ze dvou nejslavnějších her Tennesseeho Williamse, Kočka na rozpálené plechové střeše a Tramvaj do stanice Touha. Aby ji člověk plně docenil, musí vědět něco nejen o obou citovaných hrách, ale také o Williamsovi samotném, o jeho vlastních bojích s heterosexuálními i homosexuálními touhami a o způsobu, jakým tyto boje vtělil do své tvorby. Tvůrci Simpsonových nabízejí podle mého názoru dokonalou paralelu pro vztah mezi Smithersem a panem Burnsem tím, že spojili dvě Williamsovy nejvýznamnější mužské postavy a jejich charakteristické rysy: potlačovanou homosexuální touhu Bricka a zoufalou závislost Stanleyho.“
Alma Harrisová, Roy Fisher, Ann Harrisová a Christine Jarvisová ve své knize Education in Popular Culture analyzují aspekty vzdělávání dospělých v této epizodě, která zobrazuje dospělé studenty jako „hloupé a líné“. V seriálu se zpočátku zdá, že lektoři vzdělávání dospělých mají ve společnosti poměrně vysoké postavení. „Nicméně Homerova hrdost je pro diváky podkopána uvědoměním si toho, jak se dostal ke svému jmenování, a následnou reprezentací centra vzdělávání dospělých,“ dodávají autoři.

## Přijetí

### Kritika
Po odvysílání díl získal pozitivní hodnocení od televizních kritiků. Autoři knihy I Can't Believe It's a Bigger and Better Updated Unofficial Simpsons Guide, Warren Martyn a Adrian Wood, jej považovali za „sebevědomé finále“ 5. řady, v níž „se seriál postupně stával surrealističtějším a sebeuvědomělejším“.
Colin Jacobson z DVD Movie Guide v prosinci 2004 napsal, že podle něj epizoda zakončila řadu „na vysoké notě“ a že Homerovo necitlivé pomlouvání jeho vztahu „představuje spoustu dobrých kousků. Dobře završuje tento vynikající rok.“ Bill Gibron z DVD Talk v recenzi řady v prosinci 2004 udělil dílu známku 4 z 5.
Patrick Bromley z DVD Verdict ve své recenzi box setu 5. řady na začátku roku 2005 udělil epizodě známku A− a poznamenal, že epizody zaměřené na vztah Homera a Marge „nikdy nemohou zklamat“ a že je v dílu „mnoho příležitostí pro některé klasické Homerismy“.
V rozhovoru pro Entertainment Weekly v březnu 2006 označil někdejší scenárista Simpsonových a komik Ricky Gervais Tajemství úspěšného manželství za svou pátou nejoblíbenější epizodu seriálu a poznamenal, že Homerova hláška k Marge: „Teď už vím, co ti můžu nabídnout, co ti nikdo jiný nemůže. Úplnou a naprostou závislost.“ je „tak sladká, protože má pravdu“.
V červenci 2007 se díl umístil na sedmém místě v žebříčku deseti nejlepších epizod seriálu Simpsonovi, který sestavil časopis Today. Podle nich tato epizoda ztělesňuje Homerovy vlastnosti „hloupého, dobromyslného a mírně patetického člověka, (…) od jeho rozhovorů s mozkem (…) až po jeho závěrečné prohlášení, že jediná věc, kterou může dát Marge a kterou nikdo jiný nemůže, je ‚úplná a naprostá závislost‘.“.

### Sledovanost
V původním americkém vysílání skončilo Tajemství úspěšného manželství v týdnu od 16. do 22. května 1994 na 43. místě ve sledovanosti s ratingem 9,8 podle agentury Nielsen. Epizoda byla druhým nejlépe hodnoceným pořadem na stanici Fox v tomto týdnu, hned po Melrose Place.